# Team NSP/Saison 2011
Dieser Artikel listet Erfolge und Mannschaft des Radsportteams Team NSP in der Saison 2011 auf.

## Erfolge in der UCI Asia Tour
In den Rennen der Saison 2011 der UCI Asia Tour gelangen die nachstehenden Erfolge.
| Datum   | Rennen                    | Kat. | Fahrer         |
| ------- | ------------------------- | ---- | -------------- |
| 16. Mai | 3. Etappe Azerbaïjan Tour | 2.2  | Markus Eichler |

## Erfolge in der UCI Europe Tour
In den Rennen der Saison 2011 der UCI Europe Tour gelangen die nachstehenden Erfolge.
| 27. März  | 8. Etappe Tour de Normandie            | 2.2 | Tino Thömel    |         |                            |      |               |
| 13. April | 1. Etappe Griechenland-Rundfahrt       | 2.2 | Tino Thömel    |         |                            |      |               |
| 17. April | 5. Etappe Griechenland-Rundfahrt       | 2.2 | Tino Thömel    |         |                            |      |               |
| 7. Mai    | 3. Etappe Szlakiem Grodów Piastowskich | 2.1 | Tino Thömel    | 20. Mai | 1. Etappe Ronde de l’Isard | 2.2U | Yannick Mayer |
| 9. Juni   | Prolog Flèche du Sud                   | 2.2 | Markus Eichler |         |                            |      |               |
| 18. Juni  | 2. Etappe Oberösterreich-Rundfahrt     | 2.2 | Tino Thömel    |         |                            |      |               |

## Mannschaft
| Name              | Geburtstag         | Nationalität | Team 2010                      |
| ----------------- | ------------------ | ------------ | ------------------------------ |
| Sebastian Baldauf | 22. Februar 1989   | Deutschland  | Vorarlberg-Corratec            |
| Fabian Bruno      | 10. April 1991     | Deutschland  | Neoprofi                       |
| Markus Eichler    | 18. Februar 1982   | Deutschland  | Team Milram                    |
| Jacob Fiedler     | 20. Juni 1987      | Deutschland  | Continental Team Milram (2008) |
| Sven Forberger    | 9. April 1982      | Deutschland  | Team Isaac                     |
| Markus Fothen     | 9. September 1981  | Deutschland  | Team Milram                    |
| Thomas Fothen     | 6. April 1983      | Deutschland  | Team Milram                    |
| Yannick Mayer     | 15. Februar 1991   | Deutschland  | Heizomat                       |
| Matthias Mortka   | 23. September 1990 | Deutschland  | Neoprofi                       |
| Léo Menville      | 11. Oktober 1988   | Frankreich   | Neoprofi                       |
| René Obst         | 21. Juni 1977      | Deutschland  | Team Nutrixxion Sparkasse      |
| Lucas Schädlich   | 25. November 1988  | Deutschland  | Thüringer Energie Team         |
| Jonas Schmeiser   | 11. Juli 1987      | Deutschland  | Heizomat                       |
| Brian Takacs      | 11. September 1992 | Deutschland  | Neoprofi                       |
| Tino Thömel       | 6. Juni 1988       | Deutschland  | Neoprofi                       |
| Björn Thurau      | 23. Juli 1988      | Deutschland  | Elk Haus (2009)                |

## Platzierungen in UCI-Ranglisten
UCI America Tour 2011
|      | Fahrer        | Punkte |
| ---- | ------------- | ------ |
| 326. | Yannick Mayer | 5      |
| 326. | Björn Thurau  | 5      |

UCI Asia Tour 2011
|      | Fahrer         | Punkte |
| ---- | -------------- | ------ |
| 168. | Markus Eichler | 14     |
| 315. | Markus Fothen  | 3      |

UCI Europe Tour 2011
|      | Fahrer         | Punkte |
| ---- | -------------- | ------ |
| 116. | Tino Thömel    | 115    |
| 136. | Jacob Fiedler  | 105    |
| 469. | Markus Eichler | 32     |
| 530. | Markus Fothen  | 27     |
| 752. | Yannick Mayer  | 12     |
| 752. | Björn Thurau   | 12     |